# Andrija Anković
Andrija Anković (ur. 16 lipca 1937 w Gabeli, zm. 28 kwietnia 1980 w Splicie) – jugosłowiański piłkarz występujący podczas kariery zawodniczej na pozycji pomocnika w klubach: Hajduk Split, 1. FC Kaiserslautern oraz w reprezentacji Jugosławii. Uczestnik Igrzysk Olimpijskich 1960 i Mistrzostw Świata 1962.
W reprezentacji zadebiutował 1 stycznia 1960 roku w meczu z Marokiem (5:0).